# Перемиль
Пере́миль (укр. Перемиль) — село в Берестечковской городской общине Луцкого района Волынской области Украины.
До 2020 года входило в Гороховский район.
Код КОАТУУ — 0720885401. Население по переписи 2001 года составляет 1041 человек. Почтовый индекс — 45763. Телефонный код — 3379. Занимает площадь 15,62 км².

## История
Перемиль — одно из древнейших сел не только Волыни, но и всей Украины. Когда-то оно было городом, даже столицей удельного княжества, которое впервые упоминается в Ипатьевской летописи ещё 1097 годом.
В начале XII века Перемиль держали Волынские князья. В 1226 году умер князь луцкий Мстислав Немой, вопреки старому порядку передавший княжество не старшим племянникам Ингваревичам, а своему сыну Ивану, поручив его Даниилу Романовичу. После смерти Ивана в 1227 году Ярослав Ингваревич овладел Луцком. Даниил вывел Ярослава из Луцка, дав ему взамен Перемиль.
С 1241 года Перемиль — центр удельного княжества. Был сожжён во время монголо-татарского нашествия. Впоследствии восстановлен.
Любарт Гедиминович — князь Луцкий, Владимирский — в 1382 году после смерти короля Людвика І выкупил у венгерских старост, в частности, Перемиль.
В 1420 году великий литовский князь Витовт предоставил Перемильи магдебургское право. В конце XV века город принадлежал князю Ф. Четвертинскому. В 1511 году князья Федор и Иван Вишневецкие стали владельцами (или властителями) города.
В Перемиле был замок князя Ивана Вишневецкого.